# 帕氏同鼻鯰
帕氏同鼻鯰，為輻鰭魚綱鯰形目毛鼻鯰科同鼻鯰屬的其中一種。該物種分布於南美洲巴西里約熱內盧沿岸河流，體長可達3.8公分。